# Stawy Możdżanowskie
Stawy Możdżanowskie – zespół około 40 stawów rybnych położonych w powiecie ostrowskim, na obszarze gminy Sośnie, w dolinie Baryczy, rozciągnięty wzdłuż osi Moja Wola-Możdżanów i położony na terenie Parku Krajobrazowego Dolina Baryczy oraz Obszaru Chronionego Krajobrazu Wzgórza Ostrzeszowskie i Kotlina Odolanowska. 

## Charakterystyka
Łączna powierzchnia stawów wynosi ok. 315 ha. Są to płytkie zbiorniki zebrane w kilka kompleksów w pobliżu wsi: 
- Możdżanów i Czesławice, największe zbiorniki to:
  - Wojciech,
  - Metody,
  - Dzióbek-Cieciórka,
  - Staw Wielki,
  - Bekas,
  - Kobylarka,
- Janisławice, Jarnostaw i Konradów, największe zbiorniki to:
  - Staw Dolny,
  - Staw Górny,
  - Staw Spiek,
  - Staw Nowy.

W bezpośrednim sąsiedztwie stawów rybnych znajduje się osada Moja Wola, a także zespół stawów w Grabku (województwo dolnośląskie). Stawy Możdżanowskie otoczone są Lasem Moja Wola, a ich teren przecinają strumienie: Młyńska Woda, Sarni Rów oraz Kobylarka. 

## Flora i fauna
Do przedstawicieli flory należą:
- grzybień biały,
- grzybieńczyk wodny.

Awifaunę reprezentują:
- perkozy,
- bąk,
- czapla biała,
- kormoran czarny,
- łabędź niemy,
- gęsi,
- kaczkowate,
- bocian czarny, bocian biały,
- błotniak stawowy,
- bielik,
- rybołów,
- kania rdzawa,
- żuraw,
- kokoszka, łyska, wodnik,
- zimorodek,
- remiz.